# FN FNP
De FN FNP is een vuistvuurwapen van het FNH USA, de
Amerikaanse afdeling van de Belgische wapenfabrikant
FN Herstal. Het model FNP werd begin 2006
geïntroduceerd in drie kalibers. In februari 2008 werd de .357 SIG-variant
geïntroduceerd. Het pistool is te verkrijgen in vijf basismodellen.
Het pistool wordt uit polymeer vervaardigd. Enkel de slede
is uit roestvast staal gemaakt.

## Andere namen
- Browning Pro-9.
- Pro-40.

## Modellen
| Model   | Kaliber           | Capaciteit | Lengte   | Lengte  | Gewicht |
|         |                   |            | Loop     | Pistool |         |
| ------- | ----------------- | ---------- | -------- | ------- | ------- |
| FNP-9   | 9x19mm Parabellum | 16/10      | 101,6 mm | 187 mm  | 1040 g  |
| FNP-9m  | 9x19mm Parabellum | 16/10      | 96,3 mm  | 179 mm  | 703 g   |
| FNP-40  | .40 S&W           | 14/10      | 101,6 mm | 187 mm  | 1040 g  |
| FNP-45  | .45 ACP           | 15/14/10   | 114,3 mm | 200 mm  | 941 g   |
| FNP-357 | .357 SIG          | 14         | 101,6 mm | 187 mm  | 1040 g  |

## Varianten
Elke variant kan met volgende opties verkregen worden:
- Enkel-dubbelactietrekker (niet op de FNP-357).
- Eénactietrekker (niet op de FNP-357).
- Dubbel/enkelactie.
- Inox-slede.
- Zwarte slede.
- Nachtzicht.
- Standaardvisier.